# Seznam dílů seriálu Právem odsouzeni
Toto je seznam dílů seriálu Právem odsouzeni.

## Přehled řad
| Řada | Díly | Premiéra v USA | Premiéra v USA | Premiéra v ČR  | Premiéra v ČR    |
| Řada | Díly | První díl      | Poslední díl   | První díl      | Poslední díl     |
| ---- | ---- | -------------- | -------------- | -------------- | ---------------- |
| 1    | 13   | 3. října 2016  | 29. ledna 2017 | 14. dubna 2017 | 7. července 2017 |

## Seznam dílů
| Č. v seriálu | Původní název                   | Český název                    | Režie             | Scénář                                                                       | Premiéra v USA     | Premiéra v ČR    |
| ------------ | ------------------------------- | ------------------------------ | ----------------- | ---------------------------------------------------------------------------- | ------------------ | ---------------- |
| 1            | Pilot                           | Šťastný konec                  | Liz Friedlander   | námět: Liz Friedman a Liz Friedlander scénář: Liz Friedman                   | 3. října 2016      | 14. dubna 2017   |
| 2            | Bridge and Tunnel Vision        | Prospectská trojka             | Rob Seidenglanz   | Liz Friedman a Liz Friedlander                                               | 10. října 2016     | 21. dubna 2017   |
| 3            | Dropping Bombs                  | Bombový útok                   | Liz Friedlander   | Thomas L. Moran                                                              | 17. října 2016     | 28. dubna 2017   |
| 4            | Mother's Little Burden          | Matčina oběť                   | Paul Holahan      | Samantha Corbin-Miller                                                       | 24. října 2016     | 5. května 2017   |
| 5            | The 1% Solution                 | Dva světy                      | Scott Hornbacher  | Steve Lichtman                                                               | 7. listopadu 2016  | 12. května 2017  |
| 6            | #StayWoke                       | Zůstaň bdělý                   | Christine Moore   | Lynne E. Litt a Jewel McPherson                                              | 14. listopadu 2016 | 19. května 2017  |
| 7            | A Simple Man                    | Prosťáček                      | Brad Turner       | Simran Baidwan                                                               | 21. listopadu 2016 | 26. května 2017  |
| 8            | Bad Deals                       | Špatné dohody                  | John Stuart Scott | Eduardo Javier Canto a Ryan Maldonado                                        | 28. listopadu 2016 | 2. června 2017   |
| 9            | A Different Kind of Death       | Pět dní do popravy             | Andrew McCarthy   | Lynne E. Litt                                                                | 5. prosince 2016   | 9. června 2017   |
| 10           | Not Okay                        | Vražda basketbalové hvězdy     | Jan Eliasberg     | Thomas L. Moran a Simran Baidwan                                             | 1. ledna 2017      | 16. června 2017  |
| 11           | Black Orchid                    | Černá orchidej                 | Metin Hüseyin     | Samantha Corbin-Miller a Steve Lichtman                                      | 8. ledna 2017      | 23. června 2017  |
| 12           | Enemy Combatant                 | Nepřátelský bojovník           | Paul Edwards      | Eduardo Javier Canto a Ryan Maldonado                                        | 15. ledna 2017     | 30. června 2017  |
| 13           | Past, Prologue & What's to Come | Minulost, prolog a co bude dál | Liz Friedlander   | námět: Vincent Angell scénář: Vincent Angell, Liz Friedman a Liz Friedlander | 29. ledna 2017     | 7. července 2017 |